# Mecyclothorax paradoxus
Mecyclothorax paradoxus (лат.) — вид жуков-жужелиц рода Mecyclothorax из подсемейства Псидрины.

## Распространение
Встречаются на острове Гавайи из группы Гавайских островов. Имеет широкое географическое распространение, охватывающее наветренные леса гор Кохала, Мауна-Кеа и близ Килауэа. Обитает в горных влажных с древесными папоротниками на высоте 900–1500 м.

## Описание
Мелкие жужелицы, длина около 5 мм (от 4,6 до 5,3 мм). Голова коричневая, диск переднеспинки и надкрылья немного светлее, более рыжие, вершина надкрылий лишь узко желтая. Переднее поперечное вдавление переднеспинки отчётливо врезано, с неровной поверхностью в наиболее глубоких частях и неглубокими продольными морщинами, заходящими назад на диск. Похож на M. perpolitus, но с узким, а не широким и полупрозрачным боковым краем переднеспинки; 2-3 борозды надкрылий состоят из отдельных серийных точек в базальной половине, 2-я полоска широкая, неглубоко вдавлена на вершине надкрылий.

## Таксономия
Вид был впервые описан в 1879 году английским энтомологом Томасом Блэкберном (1844—1912), а его валидный статус подтверждён в ходе ревизии, проведённой в 2008 году американским колеоптерологом James Kenneth Liebherr (Cornell University, Итака, США).